# InBrands
A InBrands é uma holding de alto padrão detentora de marcas de moda e confecção do Brasil. Foi criada em 2007 a partir da Ellus, e é a segunda maior do gênero no país.
A InBrands comercializa as marcas Ellus, Ellus Second Flor, VR Menswear, VRK, Selaria Richards, Richards, Salinas, Alexandre Herchcovitch, Mandi, Bobstore e G-Star Raw. Desde 2012 detém os direitos de distribuição e comercialização da Tommy Hilfiger no Brasil e já foi a maior acionista da Luminosidade, empresa que controla o São Paulo Fashion Wek e o Rio Fashion Week até 2013.